# День бульдозериста
«День бульдозери́ста» (рос. День бульдозериста) — оповідання російського письменника Віктора Пелевіна.

## Сюжет
Оповідання, дія якого відбувається за влади, схожої на радянську, у невизначений час, є чи то антиутопією, чи то гротеском. Явно радянські реалії доведені до абсурду: всі працюють над ядерною і хімічною зброєю, скрізь розвішані плакати, що славлять Санделя, Мундинделя і Бабаясіна, в музеї демонструється перший радянський наказ: повна заборона виїжджати з міста. Секретар парткому застосовує таємну техніку «Партай-Чі», що дозволяє людині найгостріших здібностей миттєво прийняти лінію партії. Марксистський словник через тривалий вжиток замінив собою нецензурну лексику, — замість того, щоб як раніше лаятись — рос. «матюгаться», герої «маюгаются», в оповіданні описана словесна дуель, яку виграє віртуоз «маюг» Валерій-діалектик.
Дія оповідання відбувається під час недоладного свята — Дня бульдозериста. Головний герой, постійно випиваючи з мужиками, забув, що є американським шпигуном. Але, через те, що на заводі зірвалась атомна бомба і вдарила його по голові, герой не пив два тижні і згадав, що йому потрібно тікати.
Оповідання є сатирично-антирадянським, написане у манері абсурду. Не беручи до уваги коротку форму, його можна зіставити з такими творами, як «Зяючі висоти» Зінов'єва і «Ми» Замятіна.

## Публікація
Оповідання вперше було опубліковане у 1991 році у фантастичному альманасі «Завтра» (2 випуск) і того ж року в складі першої авторської збірки Пелевіна «Синій ліхтар».